# リップ・オリバー
リップ・オリバー（ "Crippler" Rip Oliver、本名：Lawrence Richard Oliver、1952年10月6日 - 2020年3月5日）は、アメリカ合衆国のプロレスラー。フロリダ州セントピーターズバーグ出身。
ホームタウンのオレゴン州ポートランドを本拠地とする太平洋岸北西部のパシフィック・ノースウエスト・レスリングを主戦場に、ヒールのラフファイターとして活躍した。

## 来歴
リック・オリバー（Rick Oliver）の名義で1975年にデビュー後、フロリダのCWFを皮切りに中南部のトライステート地区やカナダのモントリオール地区、アラバマのガルフ・コースト地区など各地を転戦。
1977年4月には国際プロレスに初来日、5月10日の新潟県新発田市大会では外国人エースのワイルド・アンガスと組み、メインイベントでラッシャー木村&剛竜馬と対戦した。
1979年、テネシー州メンフィスのCWAに参戦した際、ナチス親衛隊ギミックのハンス・シュローダーのパートナーとして、ゲシュタポ（Gestapo）なる覆面レスラーに一時変身。ジェリー・ローラー&ビル・ダンディーやテリー・ボールダー&エディ・ボールダーなどのチームと対戦した。このギミックでフロリダのCWFにも再登場し、翌1980年6月、当時CWFと提携していた新日本プロレスにゲシュタポとして来日。6月25日に函館にてバッドニュース・アレンと組み、坂口征二&長州力が保持していた北米タッグ王座に挑戦した。
帰国後の1980年8月より、オレゴン州ポートランドおよびワシントン州シアトルを拠点とするパシフィック・ノースウエスト・レスリング（PNW）に進出。以降、リップ・オリバー（Rip Oliver）のリングネームで1980年代全般に渡ってPNWを主戦場とし、ロディ・パイパー、ジェイ・ヤングブラッド、バズ・ソイヤー、ロッキー・ジョンソン、スタン・スタージャック、ビリー・ジャック・ヘインズ、カート・ヘニングらと抗争を展開。フラッグシップ・タイトルのNWAパシフィック・ノースウエスト・ヘビー級王座を再三獲得し、タッグでもデビッド・シェラ（ザ・デストロイヤー、ジ・アサシン）、バディ・ローズ、マット・ボーンなどをパートナーにNWAパシフィック・ノースウエスト・タッグ王座を幾度となく奪取した。
1984年の末からはフリッツ・フォン・エリックが主宰していたテキサス州ダラスのWCCWにも登場。PNWでの宿敵だったTV王者ビリー・ジャック・ヘインズを負傷させて王座を返上させ、1985年2月4日にバック・ズモフを破り自身が新王者となったが、マイク・フォン・エリックを攻撃したことで謹慎処分となり、同年3月25日にタイトルを没収された。新日本プロレスにも、1984年6月と1985年10月に素顔のリック・オリバー、1985年3月と1986年4月に覆面レスラーのゲシュタポとして、ギミックを使い分けて度々来日している。
1980年代後半もPNWを主戦場としつつ、WWFにも単発的に出場。ビリー・ジャック・ヘインズ、ジェイク・ロバーツ、ランディ・サベージ、ドン・ムラコら当時のベビーフェイス勢のジョバーを務める一方、スコット・ケーシーなどフェイス陣営のジョバーからは勝利を収めている。1988年11月16日収録のサタデー・ナイト・メイン・イベントではミスター・フジをマネージャーに迎え、PNWでタッグを組んだことのある高野拳磁のギミックだった覆面レスラーのスーパー・ニンジャ（Super Ninja）に変身し、アルティメット・ウォリアーのWWFインターコンチネンタル王座に挑戦した。
本拠地のPNWでは1990年9月29日、息子のラリー・オリバー（ローレンス・オリバー・ジュニア）と組んでアル・マドリル&リッキー・サンタナからNWAパシフィック・ノースウエスト・タッグ王座を奪取、通算16回目の戴冠を果たす。翌1991年9月28日にはスティーブ・ドールを破り、通算12回目となるNWAパシフィック・ノースウエスト・ヘビー級王座への最後の戴冠を果たした。
2020年3月5日、死去したことがカリフラワー・アレイ・クラブよりアナウンスされた。67歳没。

## 獲得タイトル
パシフィック・ノースウエスト・レスリング
- NWAパシフィック・ノースウエスト・ヘビー級王座：12回[14]
- NWAパシフィック・ノースウエスト・タッグ王座：16回（w / フィデル・コルテス、デビッド・シェラ×7、バディ・ローズ×2、マット・ボーン×2、ボビー・ジャガーズ、マイク・ミラー、スーパー・ニンジャ、ラリー・オリバー）[15]

NWAオールスター・レスリング
- NWAカナディアン・タッグ王座（バンクーバー版）：2回（w / フィデル・コルテス、バディ・ローズ）[20]

ワールド・クラス・チャンピオンシップ・レスリング
- WCCW TV王座：1回[16]